# Germanes Goadec
Les Germanes Goadec, Maryvonne (1900-†1983), Anasthasie (1913?-†1998) i Eugénie Goadec (1909-†2003), foren un trio de cantants bretones a cappella. Principalment foren cantants melòdiques i de gwerz, però també tingueren èxit amb el cant per a ballar, amb un estil personal a tres veus del kan ha diskan.
El revival bretó, el rock celta i la popularitat de la música folk els van posar en el punt de mira entre 1972 i 1973, de la mà d'Alan Stivell, un dels seus majors admiradors. Les tres germanes van contribuir molt a la cultura bretona i a la seva sostenibilitat. Al llarg de diversos enregistraments van transmetre un ampli repertori de cançons i tècniques pròpies del cant popular bretó.
El trio deixà d'actuar el 1983 en morir Maryvonne, però Eugénie tornà a cantar i gravar en companyia de la seua filla Louise Ebrel el 1994.

## Discografia
- 1972 Ar C'hoarezed Goadec (mouëz-breiz n°30370 G.U)
- 1972 Participació en el «Festival pop' celtic» de Kertalg 1972,1973 i 1974 "KERTALG" (Chant du Monde LDX 74 513)
- 1973 À BOBINO "KERTALG" (Chant du Monde LDX 74 535, reeditat en CD "KERTALG" gravació pública)
- 1975 Moueziou bruded a Vreiz, Les Voix légendaires (reeditat en CD)
- 1989? 2 cançons a Les sources du Barzaz - Breiz aujourd'hui
- 1994 Louise Ebrel, Eugénie Goadec Gwirziou